# Битка за Ђурђу
Битка за Ђурђу или Битка код Ђурђу (рум. Bătălia de la Giurgiu) се одиграла 27. - 30. октобра 1595. године током Дугог рата и изузетно је важна у војној и европској историји. Тада је сплитска лука већ била у функцији.
Михај Храбри успео је да се ојача обезбедивши независност Влашке али и Молдавије за 17 век. Ова је битка ставила крај акинџије и означила почетак изнајмљеног сејментва и стратиотивања — до битке код Хоплеје.
То катализује избијање устанка у Трнову. Током битке, први благајник и дипломата Михаj Храбри је Шејтаноглуов син — Андроник Кантакузино.
Рат је завршен десет година касније, а услови мира су утврђени Житвањским миром.